# 武常嫔
武常嬪（？—1563年），名失考，明朝明世宗朱厚熜之嬪。

## 生平
武氏的出生及入宮時間均不詳。嘉靖四十二年（1563年）八月初一日，「未封宮御武氏」卒，追封為常嬪，喪禮依照劉康嬪之例舉行。根據《太常續考》的記載，武常嬪與宋宜妃、諸靜妃、張和妃、高安妃、張昭嬪、郭寧嬪、田靜嬪、孟安嬪於金山合葬同一墓，葬地位於西山紅石口。